# East Bengal FC 2023-2024
Questa voce raccoglie le informazioni riguardanti l'East Bengal nelle competizioni ufficiali della stagione 2023-2024.

## Maglie e sponsor

### Indian Super League
| Casa | Trasferta | Terza |

### Durand Cup
| Casa | Trasferta | Terza |

## Organico

### Rosa
| N. |                      | Ruolo | Calciatore             |
| -- | -------------------- | ----- | ---------------------- |
| 1  | India (bandiera)     | P     | Kamaljit Singh         |
| 4  | Spagna (bandiera)    | D     | José Pardo             |
| 5  | India (bandiera)     | D     | Lalchungnunga          |
| 6  | India (bandiera)     | C     | Ajay Chhetri           |
| 7  | India (bandiera)     | D     | Harmanjot Khabra       |
| 8  | India (bandiera)     | C     | Edwin Sydney Vanspaul  |
| 9  | Spagna (bandiera)    | C     | Víctor Vázquez         |
| 10 | Brasile (bandiera)   | A     | Cleiton Silva          |
| 11 | India (bandiera)     | C     | Nandha Kumar Sekar     |
| 12 | India (bandiera)     | D     | Mohammad Rakip         |
| 13 | India (bandiera)     | P     | Prabhsukhan Singh Gill |
| 15 | India (bandiera)     | C     | Mobashir Rahman        |
| 17 | India (bandiera)     | C     | Mandar Rao Dessai      |
| 19 | Giordania (bandiera) | D     | Hijazi Maher           |
| 20 | India (bandiera)     | A     | V.P. Suhair            |
| 21 | Spagna (bandiera)    | C     | Saúl Crespo            |
| 22 | India (bandiera)     | D     | Nishu Kumar            |

| N. |                       | Ruolo | Calciatore           |
| -- | --------------------- | ----- | -------------------- |
| 23 | India (bandiera)      | D     | Souvik Chakrabarti   |
| 25 | India (bandiera)      | D     | Athul Unnikrishnan   |
| 26 | Spagna (bandiera)     | C     | Borja Herrera        |
| 28 | Serbia (bandiera)     | D     | Aleksandar Pantić    |
| 29 | India (bandiera)      | A     | Naorem Mahesh Singh  |
| 30 | India (bandiera)      | C     | Vanlalpeka Guite     |
| 33 | India (bandiera)      | D     | Gursimrat Singh Gill |
| 35 | India (bandiera)      | C     | Gurnaj Singh Grewal  |
| 37 | India (bandiera)      | D     | Tuhin Das            |
| 50 | India (bandiera)      | P     | Julfikar Gazi        |
| 57 | India (bandiera)      | C     | Mahitosh Roy         |
| 62 | India (bandiera)      | C     | CK Aman              |
| 66 | India (bandiera)      | C     | Shyamal Besra        |
| 82 | India (bandiera)      | A     | PV Vishnu            |
| 84 | India (bandiera)      | C     | Sayan Banerjee       |
| 91 | Costa Rica (bandiera) | A     | Felicio Brown        |
| 99 | Spagna (bandiera)     | A     | Javier Siverio       |

### Altri giocatori
| N. |                      | Ruolo | Calciatore   |
| -- | -------------------- | ----- | ------------ |
| 44 | Australia (bandiera) | D     | Jordan Elsey |

| N. |  | Ruolo | Calciatore |
| -- |  | ----- | ---------- |

### Staff tecnico
Staff tecnico
- Carles Cuadrat - Allenatore
- Dimas Delgado - Vice allenatore
- Bino George - Vice allenatore

## Calciomercato
| Acquisti | Acquisti               | Acquisti        | Acquisti   |
| R.       | Nome                   | da              | Modalità   |
| -------- | ---------------------- | --------------- | ---------- |
| P        | Kamaljit Singh         |                 |            |
| P        | Prabhsukhan Singh Gill | Kerala Blasters | Definitivo |
| P        | Julfikar Gazi          | Bengal FA       | Definitivo |
| P        | Aditya Patra           | East Bengal B   | Definitivo |
| D        | Borja Herrera          | Hyderabad       | Definitivo |
| D        | Lalchungnunga          | Sreenidi Deccan | Definitivo |
| D        | Souvik Chakrabarti     |                 |            |
| D        | Mohammad Rakip         |                 |            |
| D        | Tuhin Das              |                 |            |
| D        | Athul Unnikrishnan     |                 |            |
| D        | Harmanjot Khabra       |                 | Svincolato |
| D        | Nishu Kumar            | Kerala Blasters | Prestito   |
| D        | Jordan Elsey           | Perth Glory     | Definitivo |
| D        | José Pardo             |                 | Svincolato |
| D        | Gursimrat Singh Gill   |                 | Svincolato |
| D        | Hijazi Maher           | Al-Hussein      | Definitivo |
| C        | Mandar Rao Dessai      |                 | Svincolato |
| C        | Nandha Kumar Sekar     | Odisha          | Definitivo |
| C        | Edwin Sydney Vanspaul  | Chennaiyin      | Definitivo |
| C        | Mobashir Rahman        |                 |            |
| C        | Saúl Crespo            |                 | Svincolato |
| C        | Gurnaj Singh Grewal    | Chandigarh      | Definitivo |
| C        | Vanlalpeka Guite       | Aizawl U18      | Definitivo |
| C        | Ajay Chhetri           | Bengaluru       | Definitivo |
| C        | CK Aman                | East Bengal B   | Definitivo |
| A        | Cleiton Silva          |                 |            |
| A        | Javier Siverio         | Hyderabad       | Definitivo |
| A        | Naorem Mahesh Singh    |                 |            |
| A        | V.P. Suhair            |                 |            |
| A        | PV Vishnu              | Muthoot FA      | Definitivo |

| Cessioni | Cessioni             | Cessioni        | Cessioni      |
| R.       | Nome                 | a               | Modalità      |
| -------- | -------------------- | --------------- | ------------- |
| P        | Naveen Kumar         | FC Goa          | Fine prestito |
| P        | Suvam Sen            |                 | Svincolato    |
| P        | Pawan Kumar          |                 | Svincolato    |
| D        | Charalampos Kyriakou |                 | Svincolato    |
| D        | Ankit Mukherjee      |                 | Svincolato    |
| D        | Jerry Lalrinzuala    |                 | Svincolato    |
| D        | Iván González        |                 | Svincolato    |
| D        | Sarthak Golui        | Chennaiyin      | Prestito      |
| D        | Pritam Kumar Singh   |                 | Svincolato    |
| D        | Nabi Khan            | Southern Samity | Definitivo    |
| C        | Amarjit Singh Kiyam  | FC Goa          | Fine prestito |
| C        | Alex                 |                 | Svincolato    |
| C        | Jordan O'Doherty     |                 | Svincolato    |
| C        | Angousana Luwang     |                 | Svincolato    |
| A        | Himanshu Jangra      | Delhi           | Fine prestito |
| A        | Jake Jervis          |                 | Svincolato    |
| A        | Sumeet Passi         |                 | Svincolato    |
| A        | Thongkhosiem Haokip  |                 | Svincolato    |

### Mercato invernale
| Acquisti | Acquisti          | Acquisti      | Acquisti   |
| R.       | Nome              | da            | Modalità   |
| -------- | ----------------- | ------------- | ---------- |
| D        | Aleksandar Pantić |               | Svincolato |
| C        | Víctor Vázquez    | Toronto FC    | Definitivo |
| C        | Shyamal Besra     | East Bengal B | Definitivo |
| C        | Mahitosh Roy      | East Bengal B | Definitivo |
| C        | Sayan Banerjee    | East Bengal B | Definitivo |
| A        | Felicio Brown     |               | Svincolato |

| Cessioni | Cessioni        | Cessioni   | Cessioni |
| R.       | Nome            | a          | Modalità |
| -------- | --------------- | ---------- | -------- |
| C        | Mobashir Rahman | Chennaiyin | Prestito |
| C        | Borja Herrera   | FC Goa     | Prestito |
| A        | Javier Siverio  | Jamshedpur | Prestito |

## Risultati

### Indian Super League
| Calcutta 25 settembre 2023, ore 16:30 UTC+5:30 1ª giornata | East Bengal     | 0 – 0 referto | Jamshedpur | Salt Lake Stadium (11 143 spett.)\| Arbitro: \| I Jamal Mohamed \| |
| Arbitro:                                                   | I Jamal Mohamed |               |            |                                                                    |

| Arbitro: | Kumar A. |

|                          |           |                  |
| Cleiton Silva 10’, 90+4’ | Marcatori | 8’ Hitesh Sharma |

| Arbitro: | Nathan S. |

|                                             |           |                         |
| Sunil Chhetri 21’ (Rig.) Javi Hernández 72’ | Marcatori | 15’ Naorem Mahesh Singh |

| Arbitro: | Venkatesh R. |

|                         |           |                                          |
| Naorem Mahesh Singh 40’ | Marcatori | 74’ Sandesh Jhingan 75’ Víctor Rodríguez |

| Arbitro: | Kumar Gupta R. |

|                                         |           |                                          |
| Armando Sadiku 17’ Dimitri Petratos 87’ | Marcatori | 3’ Ajay Chhetri 53’ (Rig.) Cleiton Silva |

| Arbitro: | Kumar A. |

|                            |           |                                            |
| Cleiton Silva 90+9’ (Rig.) | Marcatori | 32’ Daisuke Sakai 88’ Dīmītrīs Diamantakos |

| Arbitro: | Crystal J. |

|                          |           |                           |
| Ninthoinganba Meetei 86’ | Marcatori | 29’ (A.g.) Ayush Adhikari |

| Arbitro: | Purkayastha A. |

|                                                                      |           |  |
| Borja Herrera 14’ Cleiton Silva 24’, 66’ Nandha Kumar Sekar 62’, 82’ | Marcatori |  |

| Calcutta 9 dicembre 2023, ore 15:30 UTC+5:30 9ª giornata | East Bengal  | 0 – 0 referto | Punjab FC | Salt Lake Stadium\| Arbitro: \| Venkatesh R. \| |
| Arbitro:                                                 | Venkatesh R. |               |           |                                                 |

| Mumbai 16 dicembre 2023, ore 15:30 UTC+5:30 10ª giornata | Mumbai City | 0 – 0 referto | East Bengal | Mumbai Football Arena\| Arbitro: \| Kumar A. \| |
| Arbitro:                                                 | Kumar A.    |               |             |                                                 |

| Calcutta 22 dicembre 2023, ore 15:30 UTC+5:30 11ª giornata | East Bengal | 0 – 0 referto | Odisha | Salt Lake Stadium (12 226 spett.)\| Arbitro: \| Nathan S. \| |
| Arbitro:                                                   | Nathan S.   |               |        |                                                              |

| Hyderabad 17 febbraio 2024, ore 15:00 UTC+5:30 12ª giornata | Hyderabad | 0 – 1 referto     | East Bengal | GMC Balayogi Stadium (1 348 spett.) |
| \| \| \| \| \| \| Marcatori \| 11’ Cleiton Silva \|         |           |                   |             |                                     |
|                                                             |           |                   |             |                                     |
|                                                             | Marcatori | 11’ Cleiton Silva |             |                                     |

| Arbitro: | Kumar A. |

|                                       |           |                                          |
| Tomi Jurić 4’, 66’ Néstor Albiach 15’ | Marcatori | 53’ Nandha Kumar Sekar 82’ Felicio Brown |

| Arbitro: | Mohamed J. |

|                                                 |           |              |
| Diego Maurício 40’ (Rig.) Princeton Rebello 61’ | Marcatori | 1’ PV Vishnu |

| Arbitro: | Venkatesh R. |

|  |           |                      |
|  | Marcatori | 24’ Iker Guarrotxena |

| Arbitro: | Purkayastha A. |

|                        |           |  |
| Nandha Kumar Sekar 65’ | Marcatori |  |

| Arbitro: | John C. |

|                                         |           |                        |
| Rei Tachikawa 81’ Jérémy Manzorro 90+7’ | Marcatori | 45’ Nandha Kumar Sekar |

| Margao 6 marzo 2024, ore 15:00 UTC+5:30 18ª giornata | FC Goa    | 1 – 0 referto | East Bengal | Fatorda Stadium |
| \| \| \| \| \| Noah Sadaoui 42’ \| Marcatori \| \|   |           |               |             |                 |
|                                                      |           |               |             |                 |
| Noah Sadaoui 42’                                     | Marcatori |               |             |                 |

| Arbitro: | Venkatesh R. |

|                                           |           |                                                            |
| Fedor Černych 23’ Hijazi Maher 84’ (A.g.) | Marcatori | 45+5’ (Rig.), 71’ Saúl Crespo 82’, 87’ Naorem Mahesh Singh |

| Calcutta 10 marzo 2024, ore 15:00 UTC+5:30 20ª giornata                                                              | East Bengal | 1 – 3 referto                                                      | Mohun Bagan SG | Salt Lake Stadium |
| \| \| \| \| \| Saúl Crespo 54’ \| Marcatori \| 27’ Jason Cummings 37’ Liston Colaco 45+3’ (Rig.) Dimitri Petratos \| |             |                                                                    |                |                   |
| |             |                                                                    |                |                   |
| Saúl Crespo 54’ | Marcatori   | 27’ Jason Cummings 37’ Liston Colaco 45+3’ (Rig.) Dimitri Petratos |                |                   |

| Arbitro: | Nagvenkar T. |

|                                          |           |                          |
| Saúl Crespo 19’ (Rig.) Cleiton Silva 73’ | Marcatori | 60’ (Rig.) Sunil Chhetri |

| Arbitro: | Crystal J. |

|                                                            |           |                    |
| Wilmar Jordán Gil 19’, 62’ Madih Talal 43’ Luka Majcen 70’ | Marcatori | 25’ Sayan Banerjee |

#### Andamento in campionato
| Giornata  | 1 | 2 | 3 | 4 | 5 | 6 | 7 | 8 | 9 | 10 | 11 | 12 | 13 | 14 | 15 | 16 | 17 | 18 | 19 | 20 | 21 | 22 |
| --------- | - | - | - | - | - | - | - | - | - | -- | -- | -- | -- | -- | -- | -- | -- | -- | -- | -- | -- | -- |
| Luogo     | C | C | T | C | T | C | T | C | C | T  | C  | T  | T  | T  | C  | C  | T  | T  | T  | C  | C  | T  |
| Risultato | N | V | P | P | N | P | N | V | N | N  | N  | V  | P  | P  | P  | V  | P  | P  | V  | P  | V  | P  |
| Posizione | 6 | 5 | 7 | 8 | 8 | 9 | 9 | 6 | 6 | 7  | 6  | 6  | 7  | 7  | 7  | 6  | 7  | 9  | 6  | 9  | 7  | 8  |

Legenda:

Luogo: C = Casa; T = Trasferta. Risultato: V = Vittoria; N = Pareggio; P = Sconfitta.

### Calcutta Football League
Nella competizione l'East Bengal schiera la squadra riserve, allenata da Bino George.

#### Gruppo B
| Arbitro: | Suvajit Pramanik |

|                                                                                       |           |                                    |
| Bunando Singh Khangembam 17’ Sarthak Golui 25’ Dip Saha 66’ (Rig.) Avishek Kunjam 74’ | Marcatori | 32’ Subrata Biswas 48’ Rajib Dutta |

| Calcutta 13 luglio 2023, ore 15:00 UTC+5:30 2ª giornata | East Bengal       | 0 – 0 referto | ASOS Rainbow | East Bengal Ground (4 000 spett.)\| Arbitro: \| Shubhankar Khamri \| |
| Arbitro:                                                | Shubhankar Khamri |               |              |                                                                      |

| Arbitro: | Tarun Kumar Biswas |

|                                   |           |  |
| Tuhin Das 32’ Shyamal Besra 90+1’ | Marcatori |  |

| Arbitro: | Pranjal Banerjee |

|              |           |                  |
| Dip Saha 90’ | Marcatori | 90+7’ Sourav Sen |

| Arbitro: | Tanmay Dhar |

|                     |           |                                                                                |
| Dibyendu Chanda 52’ | Marcatori | 21’ Avishek Kunjam Vanlalpeka Guite 31’ Aman C. K. 36’, 78’ Razibul Mistry 88’ |

| Arbitro: | Pranay Saha |

|                                                                          |           |  |
| Dip Saha 53’ Tanmay Das 70’ Avishek Kunjam 90+1’, 90+5’ Aman C. K. 90+4’ | Marcatori |  |

| Arbitro: | Rabin Biswas |

|                   |           |              |
| Subhash Singh 30’ | Marcatori | 54’ Dip Saha |

| Arbitro: | Tanumoy Sarkar |

|  |           |                                |
|  | Marcatori | 20’ Aman C. K. 64’ Nishu Kumar |

| Arbitro: | Bimalendu Mondal |

|                   |           |                                     |
| Jagmeet Singh 48’ | Marcatori | 15’ Avishek Kunjam 88’ P. V. Vishnu |

| Arbitro: | Simanta Kahar |

|  |           |                                 |
|  | Marcatori | 45+2’ Jesin TK 45+4’ Aman C. K. |

| Calcutta 22 agosto 2023, ore 11:30 UTC+5:30 11ª giornata | Calcutta Customs | 0 – 1            | East Bengal | East Bengal Ground |
| \| \| \| \| \| \| Marcatori \| 84’ Mahitosh Roy \|       |                  |                  |             |                    |
|                                                          |                  |                  |             |                    |
|                                                          | Marcatori        | 84’ Mahitosh Roy |             |                    |

| Arbitro: | Dipak Singha |

|                                                |           |  |
| Jesin TK 47’, 49’, 82’ (Rig.) P. V. Vishnu 51’ | Marcatori |  |

##### Andamento in campionato
| Giornata  | 1 | 2 | 3 | 4 | 5 | 6 | 7 | 8 | 9 | 10 | 11 | 12 |
| --------- | - | - | - | - | - | - | - | - | - | -- | -- | -- |
| Luogo     | C | C | C | C | T | C | T | T | T | T  | T  | C  |
| Risultato | V | N | V | N | V | V | N | V | V | V  | V  | V  |
| Posizione | 2 | 3 | 1 | 3 | 3 | 2 | 2 | 3 | 2 | 2  | 1  | 1  |

Legenda:

Luogo: C = Casa; T = Trasferta. Risultato: V = Vittoria; N = Pareggio; P = Sconfitta.

#### Super Six
| Arbitro: | Nripen Halder |

|                               |           |                            |
| Nandha Kumar Sekar 60’ (Rig.) | Marcatori | 5’, 38’ David Lalhlansanga |

| Arbitro: | Rohan Das Gupta |

|                                                                                              |           |                |
| P.V. Vishnu 6’, 10’, 37’, 51’ Mahitosh Roy 40’, 45’, 45+3’ Jesin TK 54’ V.P. Suhair 57’, 82’ | Marcatori | 43’ Pradip Pal |

| Calcutta 1 ottobre 2023, ore 11:30 UTC+5:30 3ª giornata | East Bengal | – | Bhawanipore | East Bengal Ground |

##### Andamento in campionato
| Giornata  | 1 | 2 | 3 | 4 | 5 |
| --------- | - | - | - | - | - |
| Luogo     | C | C | C |   |   |
| Risultato | P | V |   |   |   |
| Posizione | 2 | 2 |   |   |   |

Legenda:

Luogo: C = Casa; T = Trasferta. Risultato: V = Vittoria; N = Pareggio; P = Sconfitta.

### Super Cup
| Arbitro: | Kundu H. |

|                                        |           |                                                 |
| Cleiton Silva 33’, 54’ Saúl Crespo 80’ | Marcatori | 45’ Ramhlunchhunga 79’ (Rig.) Nim Dorjee Tamang |

| Bhubaneswar 14 gennaio 2024, ore 15:00 UTC+5:30 2ª giornata                                                  | East Bengal | 2 – 1 referto                          | Sreenidi Deccan | Kalinga Stadium (500 spett.) |
| \| \| \| \| \| Hijazi Maher 12’ Javier Siverio 31’ \| Marcatori \| 90+1’ (Rig.) Willian Alves de Oliveira \| |             |                                        |                 |                              |
| |             |                                        |                 |                              |
| Hijazi Maher 12’ Javier Siverio 31’                                                                          | Marcatori   | 90+1’ (Rig.) Willian Alves de Oliveira |                 |                              |

| Bhubaneswar 19 gennaio 2024, ore 15:00 UTC+5:30 3ª giornata                                      | Mohun Bagan SG | 1 – 3 referto                                 | East Bengal | Kalinga Stadium (6 457 spett.) |
| \| \| \| \| \| Héctor Yuste 19’ \| Marcatori \| 24’, 80’ Cleiton Silva 63’ Nandha Kumar Sekar \| |                |                                               |             |                                |
|                                                                                                  |                |                                               |             |                                |
| Héctor Yuste 19’                                                                                 | Marcatori      | 24’, 80’ Cleiton Silva 63’ Nandha Kumar Sekar |             |                                |

#### Andamento nel girone
| Giornata  | 1 | 2 | 3 |  |
| --------- | - | - | - |  |
| Luogo     | C | C | T |  |
| Risultato | V | V | V |  |
| Posizione | 1 | 1 | 1 |  |

Legenda:

Luogo: C = Casa; T = Trasferta. Risultato: V = Vittoria; N = Pareggio; P = Sconfitta.

#### Semifinali
| Bhubaneswar 24 gennaio 2024, ore 15:00 UTC+5:30                       | East Bengal | 2 – 0 referto | Jamshedpur | Kalinga Stadium |
| \| \| \| \| \| Hijazi Maher 19’ Javier Siverio 47’ \| Marcatori \| \| |             |               |            |                 |
|                                                                       |             |               |            |                 |
| Hijazi Maher 19’ Javier Siverio 47’                                   | Marcatori   |               |            |                 |

#### Finale
| Arbitro: | Venkatesh R |

|                                                                  |           |                                       |
| Nandha Kumar Sekar 52’ Saúl Crespo 62’ (Rig.) Cleiton Silva 111’ | Marcatori | 39’ Diego Maurício 90+9’ Ahmed Jahouh |

| East Bengal | Odisha |

|                 |    |                        |       |      |
|                 |    |                        |       |      |
| GK              | 13 | Prabhsukhan Singh Gill | 90+8’ |      |
| RB              | 19 | Hijazi Maher           |       |      |
| CB              | 17 | Mandar Rao Dessai      | 46’   |      |
| CB              | 12 | Mohammad Rakip         | 64’   | 108’ |
| LB              | 4  | José Pardo             |       |      |
| CM              | 26 | Borja Herrera          | 99’   |      |
| DM              | 23 | Souvik Chakrabarti     | 87’   | 97’  |
| CM              | 21 | Saúl Crespo            |       |      |
| RW              | 99 | Javier Siverio         | 46’   |      |
| FW              | 11 | Nandha Kumar Sekar     | 73’   |      |
| LW              | 10 | Cleiton Silva (c)      | 112’  |      |
| A disposizione: |    |                        |       |      |
| DF              | 90 | Sayan Banerjee         | 85’   |      |
| MF              | 6  | Ajay Chhetri           | 99’   |      |
| DF              | 33 | Gursimrat Singh Gill   |       |      |
| DF              | 22 | Nishu Kumar            |       |      |
| DF              | 5  | Lalchungnunga          | 46’   | 79’  |
| GK              | 1  | Kamaljit Singh         |       |      |
| FW              | 29 | Naorem Mahesh Singh    | 46’   |      |
| FW              | 20 | V.P. Suhair            | 108’  |      |
| MF              | 8  | Edwin Sydney Vanspaul  |       |      |
| FW              | 82 | PV Vishnu              | 73’   | 85’  |
| Allenatore:     |    |                        |       |      |
| Carles Cuadrat  |    |                        |       |      |

|                 |    |                          |      |     |
|                 |    |                          |      |     |
| GK              | 28 | Lalthuammawia Ralte      |      |     |
| RB              | 4  | Amey Ranawade            | 108’ |     |
| CB              | 5  | Carlos Delgado           |      |     |
| CB              | 15 | Mourtada Fall (c)        | 61’  | 69’ |
| LB              | 18 | Jerry Lalrinzuala        | 72’  |     |
| CM              | 7  | Lalthathanga Khawlhring  | 72’  |     |
| DM              | 10 | Ahmed Jahouh             | 71’  |     |
| CM              | 19 | Isak Vanlalruatfela      |      |     |
| RW              | 9  | Diego Maurício           |      |     |
| FW              | 11 | Cy Goddard               |      |     |
| LW              | 21 | Roy Krishna              | 31’  |     |
| A disposizione: |    |                          |      |     |
| FW              | 14 | Pranjal Bhumij           |      |     |
| MF              | 32 | Vignesh Dakshinamurthy   | 72’  |     |
| DF              | 3  | Narender Gahlot          |      |     |
| FW              | 99 | Aniket Jadhav            |      |     |
| GK              | 13 | Niraj Kumar              |      |     |
| MF              | 17 | Jerry Mawihmingthanga    |      |     |
| DF              | 24 | Thoiba Singh Moirangthem |      |     |
| MF              | 25 | Princeton Rebello        |      |     |
| DF              | 26 | Laldinliana Renthlei     |      |     |
| MF              | 42 | Lenny Rodrigues          | 72’  |     |
| Allenatore:     |    |                          |      |     |
| Sergio Lobera   |    |                          |      |     |

### Durand Cup

#### Fase a gironi
| Arbitro: | Rahul Gupta |

|                    |           |  |
| Javier Siverio 22’ | Marcatori |  |

| Arbitro: | I Jamal Mohamed |

|                                              |           |                                       |
| .Saúl Crespo 34’ (Rig.) Javier Siverio 45+4’ | Marcatori | 88’ Shahriar Emon 90+6’ Meraj Pradhan |

| Arbitro: | Harish Kundu |

|  |           |                        |
|  | Marcatori | 60’ Nandha Kumar Sekar |

#### Andamento nel girone
| Giornata  | 1 | 2 | 3 |  |
| --------- | - | - | - |  |
| Luogo     | C | C | T |  |
| Risultato | V | N | V |  |
| Posizione | 2 | 2 | 1 |  |

Legenda:

Luogo: C = Casa; T = Trasferta. Risultato: V = Vittoria; N = Pareggio; P = Sconfitta.

#### Quarti di finale
| Calcutta 25 agosto 2023, ore 14:30 UTC+5:30                                                | East Bengal | 2 – 1 referto    | Gokulam Kerala | Salt Lake Stadium |
| \| \| \| \| \| Jordan Elsey 1’ Aminou Bouba 78’ (A.g.) \| Marcatori \| 57’ Aminou Bouba \| |             |                  |                |                   |
|                                                                                            |             |                  |                |                   |
| Jordan Elsey 1’ Aminou Bouba 78’ (A.g.)                                                    | Marcatori   | 57’ Aminou Bouba |                |                   |

#### Semifinale
| Calcutta 29 agosto 2023, ore 12:30 UTC+5:30 | NorthEast Utd        | 2 – 2 referto                                    | East Bengal | Salt Lake Stadium |
| \| \| \| \| \| Míchel Zabaco 22’ Phalguni Singh 57’ \| Marcatori \| 77’ (A.g.) Dinesh Singh 90+7’ Nandha Kumar Sekar \| \| Ibson Gani Gogoi Pragyan \| Tiri di rigore 3 – 5 \| Cleiton Herrera N, Singh Crespo Sekar \| |                      |                                                  |             |                   |
| |                      |                                                  |             |                   |
| Míchel Zabaco 22’ Phalguni Singh 57’ | Marcatori            | 77’ (A.g.) Dinesh Singh 90+7’ Nandha Kumar Sekar |             |                   |
| Ibson Gani Gogoi Pragyan | Tiri di rigore 3 – 5 | Cleiton Herrera N, Singh Crespo Sekar            |             |                   |

#### Finale
| Arbitro: | Rahul Gupta |

|  |           |                      |
|  | Marcatori | 71’ Dimitri Petratos |

| East Bengal | Mohun Bagan Super Giant |

|                 |                |                        |                |     |
|                 |                |                        |                |     |
| GK              | 13             | Prabhsukhan Singh Gill |                |     |
| DF              | 5              | Lalchungnunga          |                | 78’ |
| DF              | 7              | Harmanjot Khabra (c)   | 59’            |     |
| DF              | 12             | Mohammad Rakip         |                | 78’ |
| DF              | 26             | Borja Herrera          | 45+2’          | 57’ |
| DF              | 44             | Jordan Elsey           |                | 35’ |
| MF              | 11             | Nandha Kumar Sekar     |                |     |
| MF              | 17             | Mandar Rao Dessai      |                |     |
| MF              | 21             | Saúl Crespo            | 45+2’          |     |
| FW              | 29             | Naorem Mahesh Singh    |                |     |
| FW              | 99             | Javier Siverio         |                | 78’ |
| A disposizione: |                |                        |                |     |
| GK              | 1              | Kamaljit Singh         |                |     |
| DF              | 4              | José Pardo             |                | 35’ |
| MF              | 8              | Edwin Sydney Vanspaul  |                | 78’ |
| FW              | 10             | Cleiton Silva          |                | 57’ |
| MF              | 15             | Mobashir Rahman        |                |     |
| FW              | 20             | V.P. Suhair            | 89’            | 78’ |
| DF              | 22             | Nishu Kumar            |                | 78’ |
| DF              | 25             | Athul Unnikrishnan     |                |     |
| DF              | 33             | Gursimrat Singh Gill   |                |     |
| MF              | 35             | Gurnaj Singh Grewal    |                |     |
| Allenatore      |                |                        |                |     |
| Carles Cuadrat  | Carles Cuadrat | Carles Cuadrat         | Carles Cuadrat | 56’ |

|                 |    |                      |       |     |
|                 |    |                      |       |     |
| GK              | 1  | Vishal Kaith         | 90+7’ |     |
| DF              | 26 | Héctor Yuste         |       |     |
| DF              | 44 | Ashish Rai           |       | 59’ |
| DF              | 15 | Subashish Bose (c)   |       |     |
| DF              | 4  | Anwar Ali            |       |     |
| MF              | 7  | Anirudh Thapa        | 45+5’ | 62’ |
| MF              | 19 | Ashique Kuruniyan    |       | 69’ |
| MF              | 18 | Sahal Abdul Samad    |       | 87’ |
| MF              | 10 | Hugo Boumous         | 45+2’ | 69’ |
| FW              | 9  | Dimitri Petratos     |       |     |
| FW              | 99 | Armando Sadiku       |       | 69’ |
| A disposizione: |    |                      |       |     |
| DF              | 5  | Brendan Hamill       |       | 87’ |
| FW              | 11 | Manvir Singh         |       | 59’ |
| MF              | 16 | Abhishek Suryavanshi |       |     |
| FW              | 17 | Liston Colaco        |       | 69’ |
| FW              | 25 | Kiyan Nassiri        |       |     |
| FW              | 27 | Md. Fardin Ali Molla |       |     |
| MF              | 33 | Glan Martins         |       | 69’ |
| FW              | 35 | Jason Cummings       |       | 69’ |
| GK              | 41 | Syed Zahid           |       |     |
| DF              | 77 | Ravi Rana            |       |     |
| Allenatore:     |    |                      |       |     |
| Bastob Roy      |    |                      |       |     |